# Oldenlandia balfourii
Oldenlandia balfourii är en måreväxtart som beskrevs av Cornelis Eliza Bertus Bremekamp. Oldenlandia balfourii ingår i släktet Oldenlandia och familjen måreväxter. IUCN kategoriserar arten globalt som livskraftig. Inga underarter finns listade i Catalogue of Life.